# Nonuyas
Los nonuyas o nunuyas son una etnia indígena perteneciente a la familia lingüística bora, localizados en un área de 59.840 hectáreas en el departamento del Amazonas de Puerto Santander, Colombia.

## Historia
A partir de los siglos XVII y XVIII, misioneros franciscanos y comerciantes de esclavos se establecieron en el territorio nonuya. Durante el auge de la cauchería, alrededor de mil indígenas de esta etnia fueron expulsados de su territorio y muchos exterminados. Algunos ancianos y niños regresaron al Amazonas y formaron sus familias al lado de los andoque y los muinane. A partir de este núcleo se conformó la comunidad de los nonuya.
En la actualidad, las personas descendientes de estas personas Nonuya, habitan en el Resguardo Nonuya de Villa Azul (corregimiento de Puerto Santander, Amazonas) constituido hacia los años 90. Es en este territorio, donde han estado adelantando los procesos de revitalización cultural y reactivación de la lengua, además de otros proyectos, entre los que se cuenta una escuela Nonuya (Centro de Formación Integral Indígena Nonuya - CEFOIN), constituida en el año de 1992 con apoyo de la Fundación Tropenbos, con el propósito para dar cabida a las necesidades específicas de la cultura Nonuya al interior de la escuela.
En 1988 se constituyó el resguardo Nonuya de Villa Azul. Esta comunidad se formó a partir de varias familias nonuya, muinane, makuna, uitoto y yucuna, dejando el mando en cabeza del anciano mayor de los muinane. Hacia principios de los noventa, se inició un proceso de separación de ambos grupos étnicos que se consolidó con la constitución de dos comunidades autónomas bajo el mismo resguardo: Peña Roja, ubicada en las riberas del río Caquetá y Villa Azul. Esta última, definida como asentamiento nonuya, tiene en la lengua muinane y en el castellano, sus idiomas más comunes.

## Población
Actualmente se estima una población de 228 habitantes ubicados en la cabecera del río Cahuinarí. La palabra nonuya proviene de la lengua huitoto y significa “Gente de achiote“, una planta colorante amazónica.
Sin embargo, de acuerdo a la información publicada por la ONIC  (Organización Nacional Indígena de Colombia) actualmente no existen datos estadísticos que referencian el número de población de este pueblo indígena, no lo encontramos referenciados en el censo del Dane, 2005, lo que nos indica que acompañado de su pocas referencias literarias, es uno de los pueblos de los cuales no existe información concisa de su existencia.

## Organización
Su organización sociopolítica se sustenta en el cabildo y el Consejo de Ancianos, descendientes de los nonuyas supervivientes a la explotación cauchera.

## Economía
Su economía se basa en la horticultura, la recolección, caza y pesca. Entre sus cultivos tradicionales está la yuca, el ñame, el ají, el maíz; y el plátano entre otros.

## Idioma
La lengua nonuya (nyonuhu, nonuña, achiote) se habló en el departamento peruano de Loreto y ahora en el curso medio del Caquetá, en Colombia, Villa Azul y en el bajo Putumayo. Actualmente el nonuya es una de las cinco lenguas de Colombia en peligro de extinción, pues los últimos hablantes de la lengua ya fallecieron, sin embargo se logró hacer una documentación básica a partir de léxico, oraciones y cantos, accesibles hoy en archivos de audio y transcripciones para las cuales se usó una ortografía práctica.
La lengua nonuya pertenece a la familia lingüística uitoto y está en peligro de extinción. A partir del análisis de las lenguas de esta familia, con un programa que permite calcular el grado de similitud entre una lengua y otra, el proyecto de comparación léxica ASJP, se puede concluir que el nonuya se aproxima mucho más al ocaina, y ambas lenguas se alejan un poco del uitoto y sus cuatro dialectos.